# Mittmorän
Mittmorän är morän som bildas vid kollision av två olika glaciärer. Detta leder till ett sammanfogande av ändmorän som alstrats av glaciärernas rörelse, transport och därefter ackumulation av eroderat material.